# Bruno Andreolli
Bruno Andreolli (Borghetto sull'Adige, 6 ottobre 1949 – Mirandola, 3 settembre 2015) è stato uno storico e medievista italiano.

## Biografia
Dopo la laurea in lettere moderne conseguita all'Università di Bologna con il professor Vito Fumagalli, si occupò di storia medievale e in particolare della sua società rurale, analizzando con metodo i legami tra signori e contadini, i contratti del diritto agrario e l'economia agraria di quel tempo.
Dal 1984 al 1991 collaborò nella stesura della quarta edizione del Grande dizionario enciclopedico UTET.
Membro fondatore nel 1993 del comitato scientifico del Centro internazionale di cultura "Giovanni Pico della Mirandola", fu assessore alla cultura e alla pubblica istruzione del comune di Mirandola dal 1995 al 1999.
Dal 1º novembre 2008 fu professore ordinario dell'Università di Bologna, dove insegnò storia medievale nelle facoltà di conservazione dei beni culturali e di lettere e filosofia.

## Opere
- Materiali per una didattica della storia locale: il territorio mirandolese (1311-1710), a cura di B. Andreolli, E. Corradini, V. Erlindo e C. Frison, Mirandola (MO), Comune di Mirandola, 1982.
- Uomini nel Medioevo. Studi sulla società lucchese dei secoli VIII-XI, Bologna, Pàtron, 1983.
- Storia di San Benedetto Polirone, vol. I. 1. Bibliografia storica polironiana. Opere generali - Il Medioevo, a cura di P. Golinelli e B. Andreolli, Bologna, Pàtron, 1983. - 2ª edizione, a cura di C. Lighezzolo, Bologna, Pàtron, 2002.
- L’azienda curtense in Italia. Proprietà della terra e lavoro contadino nei secoli VIII-XI, con M. Montanari, Bologna, CLUEB, 1983. - 2ª edizione, Bologna, CLUEB, 1985.
- Le campagne italiane prima e dopo il Mille. Una società in trasformazione, a cura di B. Andreolli, V. Fumagalli e M. Montanari, Bologna, CLUEB, 1985.
- Signori e contadini nelle terre dei Pico. Potere e società rurale a Mirandola tra Medioevo ed Età Moderna, Modena, Aedes Muratoriana, 1988.
- Il bosco nel Medioevo, a cura di B. Andreolli e M. Montanari, Bologna, CLUEB, 1988. - 2ª edizione, Bologna, CLUEB, 1995.
- Le cacce dei Pico. Pratiche venatorie, paesaggio e società a Mirandola tra Medioevo ed Età Moderna, San Felice sul Panaro (MO), Gruppo Studi Bassa Modenese, 1988.
- Statuti di Ala e di Avio del secolo XV, a cura di B. Andreolli, S. Manente, E. Orlando e A. Princivalli, Roma, Jouvence, 1990.
- Le partecipanze agrarie emiliane. La storia, le fonti, il rapporto col territorio, a cura di E. Arioti, E. Fregni e S. Torresani, in collaborazione con B. Andreolli, P. Busi, M. Calzolari, P. Cremonini, M. Debbia, R. Dondarini, V. Sangiorgi e M. Zanarini, coordinamento di E. Fregni, Nonantola (MO), Grafiche 4 Esse, 1990.
- Repertorio della cronachistica emiliano-romagnola (secc. IX-XV), a cura di B. Andreolli, D. Gatti, R. Greci, G. Ortalli, L. Paolini, G. Pasquali, A. I. Pini, P. Rossi e G. Zanella, Roma, Istituto Storico Italiano per il Medio Evo, 1991.
- Donne e lavoro nell’Italia medievale, a cura di M.G. Muzzarelli, P. Galetti e B. Andreolli, Torino, Rosenberg & Sellier, 1991.
- Quarantoli e la sua Pieve nel Medioevo. Atti della Giornata di Studio: 28 ottobre 1990, a cura di B. Andreolli e C. Frison, San Felice sul Panaro (MO), Gruppo Studi Bassa Modenese, 1992.
- Gavello e San Martino Spino. Storia di una valle di bassa pianura. Atti della Giornata di Studio: 20 ottobre 1991, a cura di B. Andreolli e G. Mantovani, Modena, Aedes Muratoriana, 1993.
- Contadini su terre di signori. Studi sulla contrattualistica agraria dell’Italia medievale, Bologna, CLUEB, 1999.
- “La ruina dei Modenesi”. I mulini natanti di Concordia sulla Secchia. Storia di una civiltà idraulica. Atti della Giornata di Studio: 28 ottobre 2000, a cura di B. Andreolli, San Felice sul Panaro (MO), Gruppo Studi Bassa Modenese, 2001.
- 1596-1597: Mirandola piccola capitale, a cura di B. Andreolli e V. Erlindo, Mirandola (MO), Edizioni Mirandolesi, 2001.
- Il Beato Matteo Carreri tra Revere, Mantova e Vigevano. Atti della Giornata di Studi: 7 aprile 2001, a cura di B. Andreolli e M. Zagnoli, Revere (MN), Comune di Revere, 2002.
- La sequenza. Storia d’amore e di dottrina del secolo nono, Reggio Emilia, Diabasis, 2002.
- Memorie di un cuoco di casa Pico. Banchetti, cerimoniali e ospitalità di una corte al suo tramonto, a cura di B. Andreolli e G. L. Tusini, Mirandola (MO), Centro Internazionale di Cultura Giovanni Pico della Mirandola, 2002.
- Mirandola nel Duecento. Dai figli di Manfredo ai Pico, a cura di B. Andreolli e M. Calzolari, San Felice sul Panaro (MO), Gruppo Studi Bassa Modenese, 2003.
- Lo scrigno delle sequenze. Lettere d’amore del secolo decimo, Reggio Emilia, Diabasis, 2005.
- Il maiale alla Corte e nelle Terre dei Pico. Atti della Giornata di Studio: 26 settembre 2004, a cura di B. Andreolli, Mirandola (MO), Comune di Mirandola, 2008.
- Mulini, canali e comunità della pianura bolognese tra Medioevo e Ottocento, a cura di P. Galetti e B. Andreolli, Bologna, CLUEB, 2009.
- Ecclesia de Mortizolo. Una parrocchia e il suo territorio. Atti della Giornata di Studio: 2 dicembre 2006, a cura di B. Andreolli e M. Calzolari, San Felice sul Panaro (MO), Gruppo Studi Bassa Modenese, 2009.
- Il medioevo di Vito Fumagalli. Atti del Convegno di Studio: 21-23 giugno 2007, a cura di B. Andreolli, P. Galetti, T. Lazzari e M. Montanari, Spoleto (PG), Fondazione Centro Italiano di Studi sull’Alto Medioevo, 2010.
- Trilogia della sequenza. Storie d’amore e di dottrina dal Medioevo a oggi, Reggio Emilia, Diabasis, 2010.
- Storia di San Benedetto Polirone, vol. II. 2. Codice diplomatico polironiano (1126-1200), a cura di R. Rinaldi e P. Golinelli, in collaborazione con B. Andreolli, E. Angiolini, P. Bonacini, D. Ferrari, F. Gatti, A. Goldoni, E. Lanza e T. Lazzari, Bologna, Pàtron, 2011.
- La parrocchia di S. Maria Maggiore di Mirandola. Storia di una comunità, a cura di B. Andreolli e C. Truzzi, Mirandola (MO), Centro Internazionale di Cultura Giovanni Pico della Mirandola, 2012.
- Pieve di Quarantoli 1114-2014. Nove secoli per una rinascita, a cura di B. Andreolli e U. Chiarotti, San Felice sul Panaro (MO), Gruppo Studi Bassa Modenese, 2016.
- Baldassarre Castiglione, Prosopopea di Ludovico Pico, a cura di B. Andreolli e R. Bertoli, Mirandola (MO), Centro Internazionale di Cultura Giovanni Pico della Mirandola, 2016.